# آبالی
آبالی (به لاتین: Abaaley) در سومالی است که در bay, somalia واقع شده‌است.